# Searsia montana
Searsia montana är en sumakväxtart som först beskrevs av Friedrich Ludwig Diels, och fick sitt nu gällande namn av Moffett. Searsia montana ingår i släktet Searsia och familjen sumakväxter. Inga underarter finns listade i Catalogue of Life.